# Intrusion detection system
Een intrusion detection system of IDS is een geautomatiseerd systeem dat hackpogingen en voorkomens van ongeautoriseerde toegang tot een informatiesysteem of netwerk detecteert.
Onder ongeautoriseerde toegang wordt een inbreuk op de vertrouwelijkheid, integriteit of beschikbaarheid (Engels: confidentiality, integrity, availability ook wel afgekort tot CIA) van informatie verstaan. Dit kan gaan van aanvallen door gespecialiseerde hackers tot zogenaamde scriptkiddies die geautomatiseerde - en vaak door anderen geschreven - aanvallen plegen. 
Een IDS bestaat uit sensoren opgesteld in het netwerk of op systemen, een console van waaruit gebeurtenissen en alarmen in de gaten gehouden kunnen worden en een engine die de regels beheert. Een IDS krijgt doorgaans een kopie van het netwerkverkeer via een zogenaamde span of een tapverbinding. Vaak wordt een Ids gecombineerd met een Ips, intrusion prevention system.